# Agasa Thimmanahalli, Anekal
Agasa Thimmanahalli là một làng thuộc tehsil Anekal, huyện Bangalore Urban, bang Karnataka, Ấn Độ.